# Región cultural
Una región o área cultural es aquella en la que los habitantes comparten algunos elementos básicos de una cultura. Es un espacio caracterizado por la homogeneidad, como es el caso de la región conocida como "el Oriente Medio", en la que los países que la conforman comparten elementos culturales comunes tales como el idioma árabe, la religión musulmana, diversas costumbres y tradiciones.
Región cultural es un término que se utiliza principalmente en los campos de la antropología y geografía. Culturas específicas no suelen limitar su cobertura geográfica a las fronteras de un Estado nación, mientras que, en otras ocasiones, sus límites son más estrechos que las subdivisiones de un Estado. Para bosquejar el “mapa” de una cultura, es preciso identificar una verdadera región cultural, y al hacer esto es posible descubrir que no guarda relación con los límites jurídicos elaborados por la costumbre, los tratados, las cartas o las guerras.
Hay diferentes tipos de regiones culturales que pueden ser delineadas; un mapa de la cultura religiosa, de la cultura folclórica, etc puede exhibir formas ligeramente diferentes a un mapa de la región cultural referida a la indumentaria, a la arquitectura, etc.

## Tipos

### Región
Los lugares y regiones ofrecen la esencia de la geografía. Una región de la cultura es una unidad geográfica basada en las características y funciones de la cultura. Hay tres tipos de regiones culturales son reconocidos por las siguientes características particulares:

### Región cultural formal
Es una zona habitada por personas con uno o más rasgos culturales en común, tales como idioma, religión o un sistema de medios de subsistencia. Es un área que es relativamente homogénea con respecto a uno o más rasgos culturales. El geógrafo, que identifica una región de cultura formal debe localizar las fronteras culturales. Debido a que las culturas se superponen y mezclan, las fronteras, rara vez agudo, aunque solo sea un rasgo cultural único se asigna. Por esta razón, nos encontramos con zonas culturales fronterizas en lugar de líneas. Estas zonas se amplían con cada característica adicional culturales que se considera, porque no hay dos rasgos tienen la misma distribución espacial. Como resultado, en lugar de tener fronteras claras, las regiones formales cultura revelan un centro o núcleo donde están los rasgos que definen a todos los presentes. Lejos del núcleo central, las características se debilitan y desaparecen. Por lo tanto, muchas regiones de la cultura formal de mostrar un centro-periferia.

### Región cultural funcional
El sello de una región de la cultura formal es la homogeneidad cultural. Es abstracto en lugar de concreto. Por el contrario, una región funcional de la cultura no tiene que ser culturalmente homogéneo, sino que es un área que se ha organizado para funcionar política, social o económicamente como una unidad. Una ciudad, Un estado independiente, un recinto, una diócesis o iglesia parroquial, una zona de libre comercio o una granja. regiones culturales funcionales o puntos centrales donde las funciones son coordinados y dirigidos. Ejemplo: municipalidades, congresos nacionales, lugares distrito electoral, parroquias, fábricas y bancos. En este sentido, las regiones funcionales también poseen una configuración de centro-periferia, en común con las regiones de la cultura oficial. Muchas regiones funcionales han definido claramente las fronteras que incluya todas las tierras bajo la jurisdicción de un gobierno particular urbano , claramente delimitado en el mapa regional, una línea de distinción entre una jurisdicción y otra.

### Regiones culturales populares
Son regiones culturales que los habitantes que allí viven perciben,realizan, identifican y definen como tal. Estas regiones tienen unos límites muy claros y definidos; y sus habitantes los tienen muy identificados.

### Fronteras culturales
Una frontera cultural en la etnología es un límite geográfico entre dos culturas identificación étnica o etno-lingüística. Un frontera lingüística es necesariamente también una frontera cultural ( la lengua ha de ser una parte importante de la cultura de una sociedad), pero también puede dividir subgrupos del mismo grupo etno-lingüístico a lo largo de criterios más sutiles, como la Brünig-Napf-Reuss línea en la Suiza de habla alemana, el Weißwurstäquator en Alemania o el Grote Rivierenlímite entre la cultura holandesa y flamenca europea.
En el historia de Europa, los límites culturales más importantes se encuentran en Europa occidental entre los países de la Europa Latina, donde el legado de la Imperio Romano se mantuvo dominante, y en las zonas Germánicas de Europa, donde fue sincretizado significativamente con la cultura Germánica.
Otro lugar de notable frontera cultural es la de los Balcanes,l Jireček Línea, Dividiendo el área de América dominante (Imperio Romano de Occidente) De la de dominante griega (Oriental del Imperio Romano) Influencia. es un lugar el cual se considera selva y cultural en todos los términos.